# Římskokatolická farnost Lesnice
Římskokatolická farnost Lesnice je územní společenství římských katolíků v děkanátu Zábřeh s farním kostelem svatého Jakuba Většího.

## Historie farnosti
Jádro farního kostela pochází zřejmě z 2. poloviny 13. století, první písemná zmínka pochází až z roku 1368. V roce 1784 byla při kostele obnovená od třicetileté války neobsazená fara. Ke kostelu byla v baroku přistavěna věž, která byla v roce 1841 zvýšena.

## Duchovní správci
Administrátorem excurrendo je k prosinci 2016 R. D. Mgr. Vladimír Jahn.

## Bohoslužby
| Kostel                      | Místo   | Bohoslužba                                       | Bohoslužba                                       | Poznámka        |
| --------------------------- | ------- | ------------------------------------------------ | ------------------------------------------------ | --------------- |
| Kostel Narození Panny Marie | Brníčko | 1x měsíčně – nepravidelně po předchozím ohlášení | 1x měsíčně – nepravidelně po předchozím ohlášení | filiální kostel |
| Kaple sv. Martina           | Kolšov  | 1x ročně – poutní                                | 1x ročně – poutní                                | obecní kaple    |
| Kostel sv. Jakuba Většího   | Lesnice | neděle                                           | 9.30                                             | farní kostel    |
| Kaple sv. Václava           | Leština | středa 1x za 14 dní                              | 18.00                                            | obecní kaple    |

## Aktivity farnosti
Každoročně se ve farnosti koná tříkrálová sbírka, v roce 2016 se při ní vybralo v Lesnici 13 330 korun.
Pro farnost, stejně jako další farnosti děkanátu Zábřeh vychází každý týden Farní informace.